# Halyna Petrossanjak
Halyna Iwaniwna Petrossanjak (auch als Halyna Petrosanyak transkribiert, ukrainisch Галина Іванівна Петросаняк; * 1969 im Dorf Tscheremoschna, Rajon Werchowyna, Oblast Iwano-Frankiwsk, Ukrainische SSR) ist eine ukrainische Dichterin, Übersetzerin und Literaturkritikerin.

## Biografie
Petrossanjak studierte russische und deutsche Philologie an der Nationalen Wassyl-Stefanyk-Universität der Vorkarpaten in Iwano-Frankiwsk.
Seit 1991 ist sie Autorin von Texten der Iwano-Frankiwsk-Musikformationen „Stary Stanislaviv“ und „Rara avis“. 1996 erschien ihre erste Gedichtsammlung „Park am Hang“, der weitere folgten. Ein Gedicht aus Park am Hang wurde mit dem Bu-Ba-Bu-Preis „Für das beste Gedicht des Jahres“ ausgezeichnet. Die Gedichte von Petrossanjak wurden ins Französische, Deutsche, Polnische, Englische, Russische und Weißrussische übersetzt.
Petrossanjak leitete ein Literaturstudio bei der regionalen Organisation des Nationalen Schriftstellerverbands der Ukraine. Sie übersetzt primär aus der deutschen Sprache. Zu den übersetzten Werken gehören Péter Zilahys Die letzte Fenstergiraffe, Alexander Granachs autobiografischer Roman Da geht ein Mensch (2012), eine Serie von Geschichten von Hans Koch (2016) und Soma Morgensterns Autobiografie In einer anderen Zeit. Jugendjahre in Ostgalizien (2019).
2001 verteidigte sie ihre Dissertation über „Poetik von Joseph Roths Fiktion“. Sie war Stipendiatin der österreichischen Regierung. 2007 gewann sie den Hubert-Burda-Preis für osteuropäische Autoren in Deutschland.
Bis 2016 lebte sie in Iwano-Frankiwsk, danach zog sie in die Schweiz. Sie lebt in der Nähe von Basel, in Hofstetten im Kanton Solothurn.
2019 veröffentlichte sie die Sammlung von Kurzgeschichten „Störe mich nicht, um die Welt zu retten“ und weitere Kurzgeschichten.
Im Jahr 2021 wurde der erste Roman der Autorin "Villa Anemona" auf Ukrainisch veröffentlicht. Ebenfalls im Jahr 2021 erschien die ukrainische Übersetzung des Romans "Nächstes Jahr in Jerusalem" von Andrè Kaminski.
Im Jahr 2022 wurde der Essayband "Unser Nachbar Albert Hoffmann" auf Ukrainisch veröffentlicht. Des Weiteren erschien im selben Jahr die ukrainische Übersetzung der Sonette an Orpheus von Rainer Maria Rilke. Zudem wurde im Jahr 2022 die Gedichtssammlung "Exophonien" mit einem Vorwort von Ruth Schweikert veröffentlicht. Im gleichen Jahr erlangte die Autorin Mitgliedschaft in der Bayerischen Akademie der Schönen Künste und wurde mit dem Literaturpreis der Kunststiftung NRW–Straelener ausgezeichnet.

## Schriften
Auf Ukrainisch
- Park am Hang (1996)
- Licht der Außenbezirke (2000)
- Die Versuchung zu sprechen (2008)
- Musikscheibe "Sister" (2011) mit Alexander Fraze-Frazenko.
- Ballonflug (2015)
- Exophonie (2019)
- Störe mich nicht, um die Welt zu retten (2019)
- Villa Anemona (2021)
- Unser Nachbar Albert Hoffmann (2022)

Auf Deutsch
- Exophonien. Im Rhythmus der Landschaften (2021)